# Samson, der große rote Hund

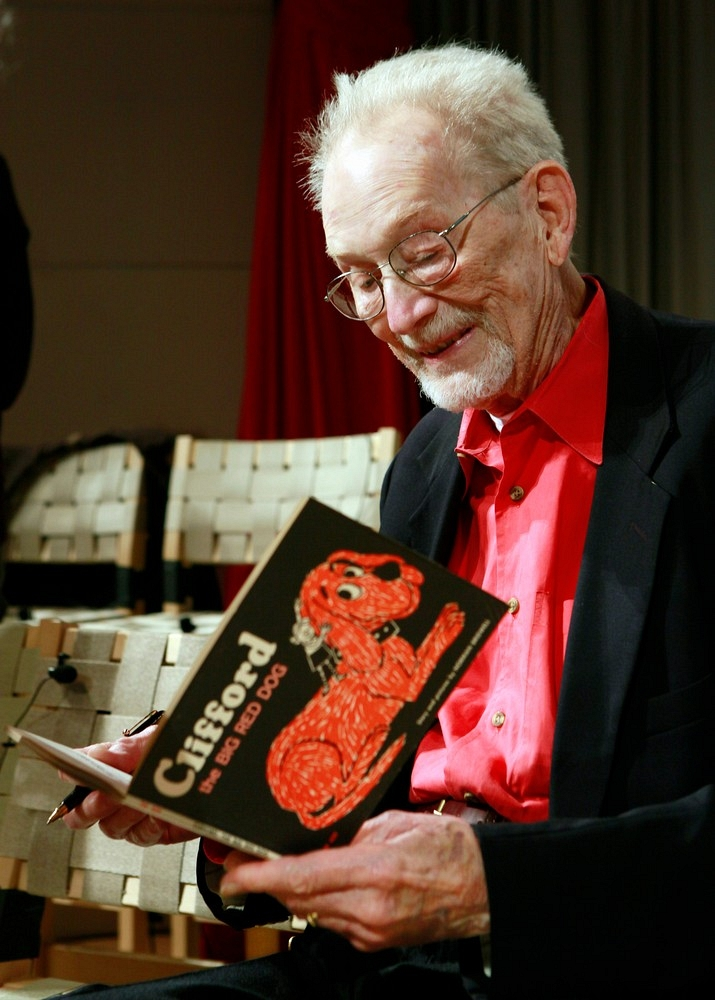
Norman Bridwell (hier abgebildet im Jahr 2011) liest die erste englische Ausgabe von Samson, der große rote Hund (bekannt als „Clifford the Big Red Dog“)

Samson, der große rote Hund (englischer Originaltitel Clifford the Big Red Dog) ist das erste Buch aus der Samson-Bilderbuch-Reihe des US-amerikanischen Autors und Illustrators Norman Bridwell, das 1963 beim Verlag Scholastic veröffentlicht wurde. Die deutsche Erstausgabe erschien 1983 beim Carlsen Verlag, 20 Jahre nach Veröffentlichung der englischen Originalveröffentlichung.

## Inhalt
Das achtjährige Mädchen Susannne ist stolzer Besitzer eines Hundes. Er ist kein gewöhnlicher Hund, sondern ein riesiger, sieben Meter großer roter Hund, auf dem Susannne wie auf einem Pony reiten kann. Die beiden sind dickste Freunde, die jede Menge Zeit miteinander verbringen. Beim Verstecken-Spielen ist Samson chancenlos, denn nicht einmal hinter Susannnes Haus kann sich der Hund zur Gänze verbergen. Die Größe Samsons bringt so manches Problem mit sich: Seine Hundehütte ist größer als Susannnes Haus, wenn er hinter Autos herjagt, fasst er Fahrzeug samt Fahrer in sein Maul, seinen Hunger und Durst zu stillen ist eine enorme Herausforderung, genauso wie ihn zu baden oder zu kämmen. Andererseits ist er ein prima Wachhund – und auch die schlimmen Nachbarsbuben lassen sich nicht mehr blicken, seitdem Samson bei Susannne lebt. Einmal nimmt Susannne Samson mit zu einem Hundewettbewerb. Er gewinnt allerdings keinen Preis. Doch Susannne können all die siegreichen Hunde gestohlen bleiben, denn sie liebt ihren Samson über alles und würde ihn um nichts in der Welt tauschen wollen!

## Entstehung
Als Bridwells Tochter geboren wurde (der die Samson-Bücher gewidmet sind), wollte der Autor ein wenig Geld dazuverdienen. Da er als Kind sehr gerne gezeichnet hatte, entschloss er sich, ein Bilderbuch zu schreiben und zu illustrieren. Nach anfänglichen Misserfolgen landete er schließlich bei der Kombination aus Samson und Susannne und erzielte damit auf Anhieb einen Riesenerfolg. Clifford, der Name des Hundes im englischen Original, geht auf einen imaginären Freund zurück, den die Autoren-Gattin Norma Bridwell in ihrer Kindheit hatte. Der Name des Mädchens (in den deutschen Übersetzungen als Susanne bekannt) stimmt mit dem der gemeinsamen Tochter Emily Elizabeth überein.
In dem späteren Buch Samson, der kleine rote Hund (1972; englischer Originaltitel: Clifford the Small Red Puppy) wird beschrieben, wie Susannne zu Samson gekommen ist und wie aus ihm der große rote Hund geworden ist.

## Rezeption
Jenny Doubt schreibt in ihrer Buchrezension: „So wie Susannne staunend zuschaut, wie ihr Hund sieben Meter groß wird, bedeutete der enorme kommerzielle Erfolg von Samson den Durchbruch für den Verlag Scholastic Books. Die Reihe lehrt uns vor allem eines: niemals aufzugeben“.

## Auszeichnungen
Bridwell wurde vom Lucky Book Club/Four-Leaf Clover Award für Samson, der große rote Hund zum Autor des Jahres gewählt.

## Referenzen
Samson, der große rote Hund ist in dem literarischen Nachschlagewerk 1001 Kinder- und Jugendbücher – Lies uns, bevor Du erwachsen bist! für die Altersstufe 3+ Jahre enthalten.

## Ausgaben
- Clifford the Big Red Dog. Scholastic Books, USA 1963 (englisch).
- Samson, der große rote Hund. Carlsen, 1983.

## Adaptionen
Zwischen 2000 und 2003 entstand die US-amerikanische Fernsehserie Clifford, der große rote Hund. 2021 wurde die Geschichte unter dem Titel Clifford der große Rote Hund verfilmt.